# ميدان سفنكس
يدان سفنكس أحد أشهر ميادين حي المهندسين في الجيزة. وكلمة «سفنكس» معناها أبو الهول.

## الرمزية
ميدان سفنكس هو محل التظاهر المعتاد لتيار «الميدان الثالث».
يوجد به تمثال نجيب محفوظ الاديب المعروف